# Masahito Suzuki (Fußballspieler)
Masahito Suzuki (japanisch 鈴木 正人 Suzuki Masahito; * 28. April 1977 in der Präfektur Chiba) ist ein ehemaliger japanischer Fußballspieler.

## Karriere
Suzuki erlernte das Fußballspielen in der Schulmannschaft der Funabashi High School und der Universitätsmannschaft der Senshū-Universität. Seinen ersten Vertrag unterschrieb er 200 bei den Shonan Bellmare. Der Verein spielte in der zweithöchsten Liga des Landes, der J2 League. Für den Verein absolvierte er 86 Ligaspiele. 2006 wechselte er zum Erstligisten Cerezo Osaka. 2007 wurde er an den Zweitligisten Tokushima Vortis ausgeliehen. Für den Verein absolvierte er 22 Ligaspiele. 2008 kehrte er zu Cerezo Osaka zurück. Ende 2009 beendete er seine Karriere als Fußballspieler.